# Abdoulaye Sow
Pour les articles homonymes, voir Sow.
Abdoulaye Sow est un homme politique sénégalais, responsable des jeunes du Parti démocratique sénégalais (PDS) dans la ville de Thiès, qui fut notamment ministre délégué auprès du ministre d'État ministre de l'Économie et des Finances chargé du Budget.

## Biographie
Abdoulaye Sow est diplômé de l'école polytechnique de Thiès et de l'Université Cheikh Anta Diop Dakar.
Président de l'association Bay Sa Waar, Abdoulaye Sow opte pour la participation active de la jeunesse de son pays pour l'unité africaine et la lutte contre la pauvreté.
Sur le plan politique, il s'est beaucoup investi pour permettre aux jeunes de Thiès de jouer d'importants rôles dans la vie politique.
Au niveau international, il est le représentant de FUDIAD au Sénégal.